# Български държавни железници
Холдинг „Български държавни железници“ ЕАД (известен и със съкращението БДЖ) е държавно предприятие в България, най-големият железопътен оператор в страната.

## Общи данни
До 2002 г. също поддържа основната част от железопътната инфраструктура в страната, която след това е отделена в Национална компания „Железопътна инфраструктура“.
БДЖ традиционно разчита за съществуването си на значителни държавни субсидии. През 2008 г., в допълнение към субсидиите за пътувания на определени категории пътници, дружеството получава и 135,5 милиона лева пряка държавна помощ, но дори и с нея завършва годината с над 9 милиона лева загуба.
От 1990-те години БДЖ работи в силна конкуренция с автомобилния транспорт. От 1990 г. до 2005 г. се наблюдава сериозно намаление на дейността на дружеството:
- 67% по-малък брой превозени пътници,
- 70% по-малко пътникокилометри,
- 68% по-малко количество на превозените товари и пътници
- 63% по-малко тонкилометри.[2]

## История
Първата железопътна линия в днешните български земи е линията Русе – Варна. Решението за построяването ѝ е взето през септември 1861 г. Построена е от английска компания с главни акционери братя Бъркли, която получава концесия за това от османското правителство през 1863 г. Открита е за движение на 7 ноември 1866 г. с дължина 223 км, като същата година в гр. Русе е открит и първият Локомотивен и вагонен завод (ЛВЗ Русе), който в периода между 2011 и 2020 година е ликвидиран. Линията Мездра – Видин е открита през 1913 г. (отсечката Брусарци – Видин с дължина 87 км е открита за експлоатация на два етапа: на 10 октомври 1918 г. е открит участъкът Брусарци – Александрово (дн. Димово), а на 1 юли 1923 г. – Александрово – Видин.), а Подбалканската линия (Бургас – Карлово – София) – през 1952 г.
През 1874 г. английската компания прехвърля експлоатацията на дружеството на барон Морис дьо Хирш, а през 1888 г. дружеството е откупено от българската държава. През периода 1870 – 1874 г. барон Хирш построява жп линията Любимец – Белово, с отклонения Търново Сеймен (дн. Симеоновград) – Нова Загора – Ямбол. Железопътните линии в Южна България, собственост на барон Хирш, са общо 309,6 км, които от 1909 г. стават държавна собственост.
Законът за проектиране и построяване на железопътната мрежа (1895 г.) определя първостепенните железопътни линии (ширина 1435 мм) и второстепенните (полунормални – с ширина 750 – 800 мм).
През 1936 г. в БДЖ работят 17 751 души, от които 5200 в София.
В първите години след Деветосептемврийския преврат от 1944 година в БДЖ се провеждат политически чистки в железниците, които довеждат до назначаването на некомпетентни кадри и разстройство в организацията на работа. Резултат от това са някои тежки произшествия като катастрофата при гара „Хумата“, в която загиват 21 души.
Електрификацията на българските железници започва от 1963 г. Първият двупосочен участък между Варна и Синдел е открит през 1964 г.
В съответствие със съвременната практика в Европейския съюз през 2002 г. поддържането на железопътната мрежа е отделено в самостоятелната Национална компания „Железопътна инфраструктура“. БДЖ продължава да експлоатира подвижния състав по мрежата, заедно с поддържащите съоръжения. Направени са първи стъпки към демонополизация на пазара, като е лицензиран втори железопътен оператор през 2004 г.

## Железопътен парк
Българските държавни железници разполагат със 749 единици дизелов подвижен състав, от тях 642 за нормално междурелсие, 45 за междурелсие 760 мм и 32 дизелови мотриси (25 за нормално междурелсие, 7 за междурелсие 760 мм).
Парният подвижен състав се състои от 1159 единици, като от тях 1154 са парни локомотиви и 5 парни мотриси. Съответно те вече са заменени с дизелова и електрическа тракция. Електрическият подвижен състав е 575 единици, от тях 405 локомотива и 170 електрически мотрисни влака.
Целият тракционен подвижен състав, от учредяването на БДЖ до днес, е разпределен в около 80 серии с приблизително 97 конструктивни разновидности. Най-мощните електрически локомотиви в БДЖ са от серия 80. Най-мощните дизел-електрически локомотиви, обслужващи влакове по все още неелектрифицираните линии в България са от серия 07. Мощността им е 2205 kW.
Най-новите единици тягов подвижен състав са доставените през декември 2020 г. от „Сименс Мобилити“ 15 броя електрически локомотиви серия 80 с максимална мощност/скорост (5600 kW/160 km/h), които носят имената на български владетели.

## Влакове
Бързите влакове със задължителна резервация (БВЗР) са преки наследници на останалата в миналото търговска категория – „експресен влак“. Разписанието на бързите влакове със задължителна резервация се изготвя на базата на задълбочени анализи на пътникопотока по основните железопътни артерии. Основно и ненарушимо правило при изготвянето на графика за движение на бързите влакове със задължителна резервация е условието те да спират на минимален брой гари, което да им осигури максимално бързо придвижване от точка А до точка Б по маршрута им. За експресното движение на тази категория влакове значение имат още доброто техническо състояние на тяговия (локомотивен) и подвижния (вагонен парк) състав, с който разполага железопътният оператор.
Холдинг „Български държавни железници“ поддържа и експлоатира следните бързи влакове със задължителна резервация:
- БВЗР „Златни пясъци“ 2601/2602 София – Варна – София през Горна Оряховица;
- БВЗР „Чайка“ 3601/3602 София – Бургас – София през Карлово;
- БВЗР „Слънчев бряг“ 8601/8602 София – Бургас – София през Пловдив;
- БВЗР „Син Дунав“ 4611/4612 Русе – София – Русе.

През 2017 г. (от 1 юли 2017 г.) за първи път в историята на БДЖ и благодарение на основно ремонтираните с европейски средства 1-ва и 8-а ЖП линии, стана възможно пускането на редовен БВЗР с максимална скорост от 150 km/h. Това е БВЗР „Слънчев бряг“, който за целта се обслужва от модернизирани в Končar Ellok – Zagreb електрически локомотиви серия 46 200 и с вагони серии 21 – 50 (второкласен купеен), 10 – 50 (първокласен купеен) и 84 – 97 (вагон – бистро) (Виж „Фотогалерия“).

## Хигиена
През 2013 г. изпълнителна агенция „Железопътна администрация“ получава 41 жалби за лошите хигиенни условия в пътническите вагони и санитарните възли. В резултат на това през 2014 г. Министерството на транспорта с промяна в наредба задължава БДЖ да поддържа минимални стандарти за чистотата в подвижния състав. В годишния финансов отчет на БДЖ за 2021 г. става ясно, че се извършва основно почистване на вагоните веднъж на 4 седмици, а седалките във влаковете се перат веднъж годишно.

## Дървеници
През декември 2016 г. ръководството на БДЖ признава за масовото нашествие на дървеници във влаковете.

## Фотогалерия
- 46 219.2 с RБВ 8611 „Слънчев Бряг“ на гара Чирпан в първия си ден от новия си график за 150 km/h – 1 юли 2017 г.
- 46 221.8 с RБВ 8612 „Слънчев Бряг“ на гара Чирпан – 5 август 2017 г.
- 75 006.7 + 77 009.9 начело на ПВ 16106 „Юндола“ Добринище – Септември, минути преди да замине от гара Добринище, 4 септември 2016 г. На тази дата е отбелязана 100–годишнината от раждането на идеята за построяване на ЖП линия No. 16 (Родопската теснолинейка) и 90 години от реализацията ѝ в пълната дължина на трасето. За целта влакове 16103/16106 „Юндола“ бяха с празничен състав от 12 теснолинейни вагона, водени от два локомотива. Реализирана бе специална празнична програма както във влака, така и по гарите от маршрута. Празненството беше организирано на доброволни начала от гражданско сдружение „За теснолинейката“. В пътуването се включиха около 400 души от цялата страна.
- 44 105.5 с пътнически влак 40102 Стара Загора – Горна Оряховица и Siemens Taurus 1116 073 – 8 със специален влак за тест на основно ремонтираната 8-а ЖП линия в участъка Стара Загора – Бургас, с максимална скорост от 160 km/h. Гара Стара Загора – 31 март 2017 г.
- 46 211.9 с бърз влак 1621 София – Свиленград, минути преди да замине от Централна ЖП гара Пловдив – 11 април 2017 г.
- 3 x Siemens Desiro DMU; От ляво надясно:10 007/10 008 с КПВ 82208 Пловдив – Карлово; 10 016/10 015 с КПВ 81204 Пловдив – Панагюрище; 10 028/10 027 с КПВ 18206 Пловдив – Пещера, съотв. на 6-и, 4-ти и 3-ти челни коловози на Централна ЖП гара Пловдив – 16 май 2017 г.
- Влак на БДЖ – „Товарни превози“ ЕООД (BDZ Cargo) – ДТВ 80602 с локомотив 46 026.1 на гара Чирпан – 13 август 2017 г.

## Подвижен състав
- Списък на подвижния състав на БДЖ